# مهوش کمالی‌فرد
دکتر مهوش کمالی‌فرد (زاده ۱۶ اردیبهشت ۱۳۳۱ خورشیدی در تهران) بازیکن والیبال ایرانی و عضو تیم ملی والیبال ایران در دهه ۱۳۵۰ بوده است. وی فارغ‌التحصیل پزشکی عمومی و تخصص اطفال از دانشگاه تهران می‌باشد.

## کارنامه ورزشی
- قهرمان مسابقات دانشگاه‌های ایران: ۱۳۵۲
- نایب قهرمان مسابقات باشگاه‌های تهران: ۱۳۵۳، ۱۳۵۴